# 1982 FA
1982 FA är en asteroid i huvudbältet som upptäcktes den 23 mars 1982 av de båda amerikanska astronomerna Michael L. Sitko och W. A. Stein vid Mount Lemmon-observatoriet.
Asteroiden har en diameter på ungefär 4 kilometer.